# Nitrato cérico de amônio
Nitrato cérico de amônio ou Nitrato de amônio cérico (também conhecido pela sigla em inglês CAN - para cerium (IV)-ammonium nitrate) é o composto inorgânico com a fórmula (NH
4)
2[Ce(NO
3)
6]''";
. Este sal de cério solúvel em água, vermelho-alaranjado, é um agente oxidante especializado em síntese orgânica e um oxidante padrão em análise quantitativa.

## Preparação, propriedades e estrutura
O ânion [Ce(NO3)6]2− é gerado pela dissolução de Ce2O3 em ácido nítrico quente e concentrado (HNO3).
O sal consiste no ânion hexanitratocerato(IV) [Ce(NO3)6]2− e um par de cátions amônio NH4+. Os íons de amônio não estão envolvidos nas reações de oxidação deste sal. No ânion, cada grupo nitrato quela o átomo de cério de forma bidentada, conforme mostrado abaixo:
O ânion [Ce(NO3)6]2− tem simetria molecular Th (O h idealizado ) . O núcleo CeO12 define um icosaedro.
Ce4+ é um forte agente oxidante de um elétron . Em termos de seu potencial redox (E° ≈ 1,61 V vs. NHE) é um agente oxidante ainda mais forte que Cl2 (E° ≈ 1,36 V). Poucos reagentes estáveis em prateleira são oxidantes mais fortes. No processo redox Ce(IV) é convertido em Ce(III), uma mudança de um elétron, sinalizada pelo desbotamento da cor da solução de laranja para um amarelo claro (desde que o substrato e o produto não sejam fortemente coloridos).

## Aplicações em química orgânica
Na síntese orgânica, o CAN é útil como um oxidante para muitos grupos funcionais (álcoois, fenóis e éteres), bem como ligações C–H, especialmente aquelas que são benzílicas. Os alcenos sofrem dinitroxilação, embora o resultado seja dependente do solvente. As quinonas são produzidas a partir de catecóis e hidroquinonas e até mesmo os nitroalcanos são oxidados.
CAN fornece uma alternativa à reação Nef; por exemplo, para síntese de cetomacrolida onde reações colaterais complicadas geralmente são encontradas usando outros reagentes. A halogenação oxidativa pode ser promovida por CAN como um oxidante in situ para bromação benzílica e a iodação de cetonas e derivados de uracila.

### Para a síntese de heterociclos
Quantidades catalíticas de CAN aquoso permitem a síntese eficiente de derivados de quinoxalina. Quinoxalinas são conhecidas por suas aplicações como corantes, semicondutores orgânicos e agentes de clivagem de DNA. Esses derivados também são componentes de antibióticos como equinomicina e actinomicina. A reação de três componentes catalisada por CAN entre anilinas e éteres alquilvinílicos fornece uma entrada eficiente em 2-metil-1,2,3,4-tetra-hidroquinolinas e as quinolinas correspondentes obtidas por sua aromatização.

### Como reagente de desproteção
O CAN é tradicionalmente usado para liberar ligantes orgânicos de carbonilas metálicas. No processo, o metal é oxidado, o CO é liberado e o ligante orgânico é liberado para manipulação posterior. Por exemplo, com a reação de Wulff-Dötz, um alcino, monóxido de carbono e um carbeno de crômio são combinados para formar um complexo de meio sanduíche de crômio e o ligante fenol pode ser isolado por oxidação suave do CAN.
CAN é usado para clivar éteres para- metoxibenzílicos e 3,4-dimetoxibenzílicos, que são grupos protetores para álcoois. Dois equivalentes de CAN são necessários para cada equivalente de éter para-metoxibenzílico. O álcool é liberado, e o éter para-metoxibenzílico se converte em para-metoxibenzaldeído. A equação balanceada é a seguinte:
2 [NH
4]
2[Ce(NO
3)
6] + H
3COC
6H
4CH
2OR + H
2O → 4 NH+
4 + 2 Ce3+ + 12 NO–
3 + 2 H+
 + H
3COC
6H
4CHO + HOR

## Outras aplicações
O CAN também é um componente do agente de corrosão do cromo, um material usado na produção de fotomáscaras e telas de cristal líquido. [carece de fontes?]